# Jungermannia heteracria
Jungermannia heteracria là một loài Rêu trong họ Jungermanniaceae. Loài này được Spruce mô tả khoa học đầu tiên năm 1885.